# Budîșce, Kulîkivka
Budîșce (în ucraineană Будище) este un sat în comuna Drimailivka din raionul Kulîkivka, regiunea Cernihiv, Ucraina.

## Demografie
Componența lingvistică a localității Budîșce
     Ucraineană (96,84%)
     Rusă (3,16%)
Conform recensământului din 2001, majoritatea populației localității Budîșce era vorbitoare de ucraineană (96,84%), existând în minoritate și vorbitori de rusă (3,16%).